# Chocorosi
Chocorosi ist eine Ortschaft im Departamento La Paz im südamerikanischen Andenstaat Bolivien.

## Lage im Nahraum
Chocorosi ist die größte Ortschaft des Cantón Villa el Carmen de Caluyo im Municipio Calamarca in der Provinz Aroma und liegt auf einer Höhe von 4142 m. Chocorosi liegt auf einem 20 Kilometer breiten nord-südlich verlaufenden ebenen Abschnitt des bolivianischen Altiplano, direkt östlich der Ortschaft erheben sich die Vorgebirgsketten der Serranía de Sicasica, die hier bis auf knapp 5000 m ansteigt.

## Geographie
Chocorosi liegt auf der bolivianischen Hochebene zwischen den Anden-Gebirgsketten der Cordillera Occidental im Westen und der Cordillera Central im Osten. Das Klima der Region ist ein typisches Tageszeitenklima, bei dem die Durchschnittstemperaturen im Tagesverlauf stärker schwanken als im Jahresverlauf.
Die mittlere Jahrestemperatur von Viacha liegt bei knapp 9 °C, der Jahresniederschlag beträgt etwa 600 mm (siehe Klimadiagramm Viacha). Die Monatsdurchschnittstemperaturen schwanken nur unwesentlich zwischen 6 °C im Juli und 10 °C von November bis Februar. Die Monate Mai bis August sind arid mit Monatsniederschlägen von weniger als 15 mm, in den Südsommer-Monaten Januar und Februar werden Monatsniederschläge von mehr als 100 mm gemessen.

## Verkehrsnetz
Chocorosi liegt in einer Entfernung von 43 Straßenkilometern südlich von La Paz, der Hauptstadt des Departamentos.
Von La Paz aus führt die asphaltierte Nationalstraße Ruta 2 in westlicher Richtung nach El Alto, von dort die Ruta 1 weitere dreizehn Kilometer nach Süden. Zwei Kilometer südlich der Abfahrt „Cruce Ventilla“ zweigt eine Landstraße in südöstlicher Richtung von der Ruta 1 ab und erreicht nach weiteren dreizehn Kilometern die beiden Ortschaften Asunta Quillviri und La Yuri. Von hier aus sind es noch einmal vier Kilometer nach Südosten bis Chocorosi.

## Bevölkerung
Die Einwohnerzahl der Ortschaft ist in dem Jahrzehnt zwischen den beiden letzten Volkszählungen leicht zurückgegangen:
| Jahr | Einwohner         | Quelle       |
| ---- | ----------------- | ------------ |
| 1992 | keine Detaildaten | Volkszählung |
| 2001 | 798               | Volkszählung |
| 2012 | 725               | Volkszählung |
| 2024 |                   | Volkszählung |

Die Region weist einen hohen Anteil an Aymara-Bevölkerung auf, im Municipio Viacha sprechen 70,8 Prozent der Bevölkerung Aymara.